# Nathaniel Allen

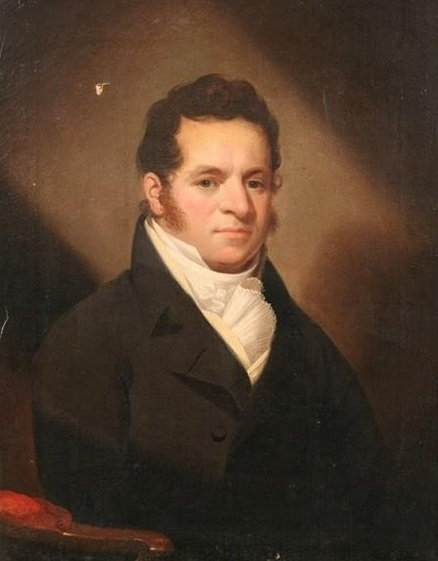
Nathaniel Allen

Nathaniel Allen (* 1780 in East Bloomfield, New York; † 22. Dezember 1832 in Louisville, Kentucky) war ein US-amerikanischer Politiker. Zwischen 1819 und 1821 vertrat er den Bundesstaat New York im US-Repräsentantenhaus. Der Kongressabgeordnete Robert Lawson Rose war sein Schwiegersohn.

## Werdegang
Nathaniel Allen wurde während des Unabhängigkeitskrieges im Ontario County geboren. Er besuchte Gemeinschaftsschulen. Dann arbeitete er als Schmied in Canandaigua. 1796 besaß er eine eigene Schmiede in Richmond bei Allens Hill. Er diente als Offizier in einer Miliz. Am 1. Juli 1811 wurde er zum Postmeister von Honeoye Falls ernannt. Während des Britisch-Amerikanischen Krieges war er 1812 als Kommissar und Zahlmeister an der Niagara Landesgrenze tätig. Er saß 1812 in der New York State Assembly. Zwischen 1815 und 1819 war er Sheriff im Ontario County.
Als Gegner einer zu starken Zentralregierung schloss er sich in jener Zeit der von Thomas Jefferson gegründeten Demokratisch-Republikanischen Partei an. Bei den Kongresswahlen des Jahres 1818 für den 16. Kongress wurde Allen im 21. Wahlbezirk von New York in das US-Repräsentantenhaus in Washington, D.C. gewählt, wo er am 4. März 1819 die Nachfolge von Benjamin Ellicott und John Canfield Spencer antrat, welche zuvor zusammen den 21. Distrikt im US-Repräsentantenhaus vertraten. Da er auf eine erneute Kandidatur 1820 verzichtete, schied nach dem 3. März 1821 aus dem Kongress aus.
Im Jahr 1824 wurde er Supervisor in Richmond – ein Posten, den er bis 1826 innehatte. Allen ging dann der strafrechtlichen Verfolgung von Geldansprüchen nach, die im Zusammenhang mit dem Bau des Louisville & Portland Canal aufkamen. Er starb am 22. Dezember 1832 auf einer Geschäftsreise in Gault House Hotel in Louisville. Sein Leichnam wurde auf dem Friedhof der Episcopal Church in Allens Hill beigesetzt.